# 三枝有
三枝 有（さえぐさ たもつ）は、日本の法学者。信州大学大学院法曹法務研究科教授。専攻は刑法。愛知県出身。

## 略歴
- 1979年　中央大学法学部法律学科卒業
- 1982年　中京大学大学院法学研究科修士課程修了
- 1982年　名古屋法経専門学校講師
- 1992年　名古屋女子大学講師
- 1995年　名古屋女子大学助教授
- 1999年　名古屋学院大学助教授
- 2001年　名古屋学院大学教授
- 2004年　中京大学法科大学院教授
- 2008年　ノースアジア大学教授、法律研究所所長
- 2009年　信州大学大学院法曹法務研究科教授

## 著書
- 『刑法講義要録』（エフエー出版、1986年）

他多数。